# Xã Melrose, Quận Steele, Bắc Dakota
Xã Melrose (tiếng Anh: Melrose Township) là một xã thuộc quận Steele, tiểu bang Bắc Dakota, Hoa Kỳ. Năm 2010, dân số của xã này là 38 người.